# ¡Basta! contra la violencia de género
¡Basta! es un proyecto literario sin fines de lucro creado por el comité editorial de Asterión Ediciones, una casa editora chilena. El comité está integrado por Pía Barros, Gabriela Aguilera, Susana Sánchez Bravo, Silvia Guajardo, Ana Crivelli, Patricia Hidalgo y se autodenominan Las asterionas.
La primera antología fue publicada en 2011 y ha sido replicada internacionalmente por instituciones y colectivos en sus respectivos países.
Los textos que se compilan en las antologías ¡Basta! son minificciones que buscan visibilizar y concientizar sobre la violencia de género y todos están escritos por mujeres.

## Antecedentes
El proyecto tiene antecedente en el libro-objeto Ni una más publicado en 2007 en Chile que representaba una tabla de picar carne. En este libro se recopilaban textos sobre violencia de género escritos en los talleres de creación literaria Ergo Sum que fue un taller creado en 1977 por la escritora Pía Barros.

## Convocatoria
Para crear la primera antología, se realizó una convocatoria por Facebook, Twitter, email y voz a voz dirigida a chilenas escritoras profesionales y vocacionales a escribir relatos sobre violencia de género de no más de 150 palabras.
El comité de Asterión Ediciones seleccionó los mejores cien textos tomando en cuenta la calidad literaria y se publicaron bajo el nombre ¡Basta! Cien mujeres contra la violencia de género. Tres meses de esta publicación se preparó la segunda edición que contendría más textos bajo el nombre ¡Basta! + de 100 mujeres contra la violencia de género.

## Resumen del argumento
Los textos que se recopilan tratan sobre la violencia de género que sufren las mujeres y narran diversas historias como el aborto del feto femenino, el abuso sexual infantil, la estigmatización de las opciones sexuales, el divorcio, el acoso laboral, la cosificación del cuerpo, el mandato familiar o herencia social, la violencia física, la violencia emocional y el feminicidio.

## Temas
El proyecto tiene una perspectiva feminista pues, en palabras de Pía Barros, la antología surge de la necesidad de las mujeres de enfrentar la violencia de género desde la escritura creativa, además de que considera que la creación del libro es como una manifestación de la inconformidad en donde cada escritora participa activamente.

## Financiamiento
Pese a los esfuerzos de Las asterionas por conseguir apoyo económico por medio del Ministerio de la Mujer, los concursos del Consejo de la Cultura y las Artes, entre otros, nunca obtuvieron financiamiento estatal. Según Pía Barros, la razón de las negativas que recibieron fue que el tema era poco relevante y carecía de impacto.
La publicación fue gracias a los escritores y diseñadores que donaron sus trabajos, y a los recursos económicos que cedieron las miembros del comité editorial.

## Alcance y réplicas
El proyecto es una marca registrada por Asterión Ediciones y toda réplica debe ser autorizada oficialmente por la editorial. Se cuenta con un protocolo de ejecución del proyecto con el fin de que no se desvirtúen los objetivos que inspiraron su creación. 
El ¡Basta! + de 100 mujeres contra la violencia de género cuenta con siete ediciones, ha sido traducida al inglés y tiene una edición bilingüe. Ha sido presentado en más de 200 eventos nacionales e internacionales y es reconocido como la antología que reúne a la mayor cantidad de escritores en Chile, 247 en total.
Profesores chilenos y extranjeros han tomado textos de la antología para concientizar a sus alumnos sobre la violencia, además, ha sido la base para estructurar más de 100 talleres sobre microrrelato y violencia de género.
El proyecto ha tenido alcance internacional. Se han realizado réplicas de esta antología en diferentes países como: Argentina (2012), Perú (2012), Bolivia (2014), México (2014), Venezuela (2015), Colombia (2015), Panamá (2017) y Estados Unidos (2018), cada una bajo los propios estatutos del colectivo o institución que lo organizó. Otros países como Brasil, Uruguay, Guatemala, Cuba, Portugal, España y Alemania están en alguna etapa de ejecución de su antología ¡Basta!.
El comité de Asterión Ediciones publicó en 2012 ¡Basta! + cien hombres contra la violencia de género. Esta antología recoge textos sobre la violencia desde la voz masculina. Cuenta con dos ediciones y una traducción al inglés. Ha sido replicada en Argentina (2016) y en México se está organizando su creación.
También en 2012 se publicó ¡Basta! + de 100 cuentos contra el abuso infantil que compila textos sobre violencia infantil. Cuenta con dos ediciones, una de ellas traducida al inglés y en 2018 se organizó el primer encuentro de escritores de ¡Basta! en Chile.